# 나 같은 건
〈나 같은 건〉(僕なんか)는 일본의 여성 아이돌 그룹 히나타자카46의 노래. 2022년 6월 1일에 히나타자카46의 일곱 번째 싱글로 소니 레코드에서 발매되었다. 노래의 센터 포지션은 코사카 나오가 맡았다. 이전 5월 11일에 발매될 예정이었으나, 멤버들의 코로나19 범유행에 확산으로 발매일이 3주간 정기되었다.

## 발매 배경
Blu-ray가 들어있는 Type-A · B · C · D, CD뿐인 통상판의 다섯 형태로 발매.
전작에서는 코사카 나오가 활동 휴지 중으로 불참가했기 때문에, 전전작인 〈너 밖에 못 이겨〉 이래 2작 만에 멤버 22명이다.

## 선발 멤버

### 나 같은 건
(센터: 코사카 나오)
- 3열 : 우시오 사리나, 야마구치 하루요, 타카세 마나, 카게야마 유카, 와타나베 미호, 타카모토 아야카, 미야타 마나모, 모리모토 마리이, 타카하시 미쿠니
- 2열 : 하마기시 히요리, 히가시무라 메이, 카와타 히나, 카토 시호, 사이토 쿄코, 니부 아카리, 마츠다 코노카, 토미타 스즈카
- 1열 : 카미무라 히나노, 사사키 쿠미, 코사카 나오, 사사키 미레이, 카네무라 미쿠